# 伊舎那天

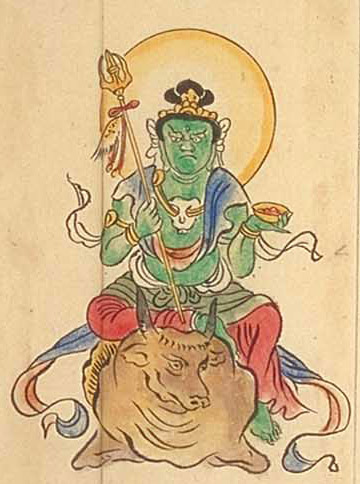
伊舎那天（『図像抄』）

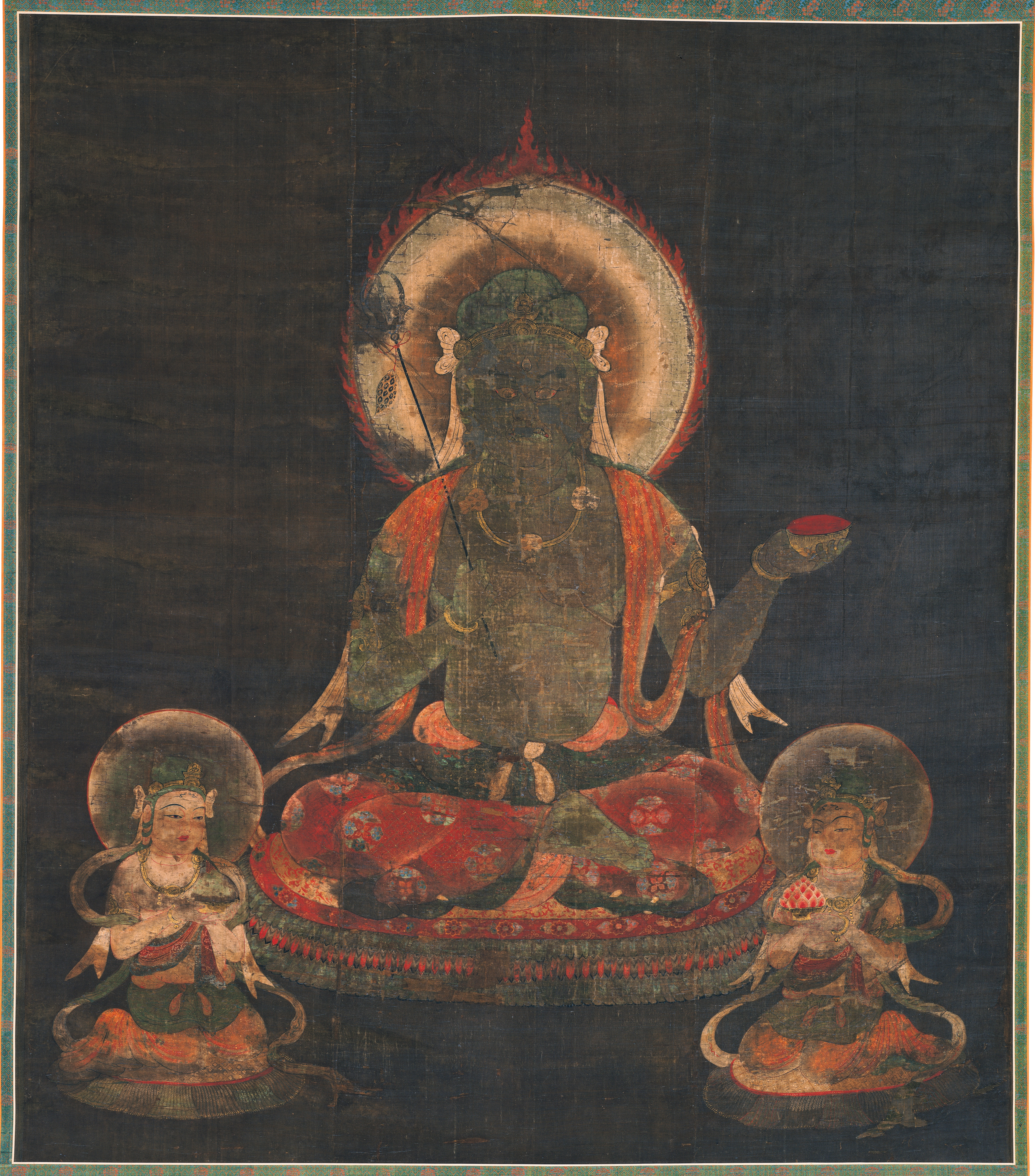
京都国立博物館本 十二天像（東寺旧蔵）のうち伊舎那天

伊舎那天（いざなてん、いしゃなてん、Skt：ईशान Īśāna）は仏教の天部における天神の名である。欲界第六天（他化自在天）の主。

## 概要

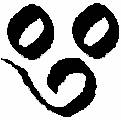
伊舎那天をあらわす梵字(種子)

種子（種子字）はイ。十二天の一。『十二天供儀軌』、『大智度論』16などでは大自在天の異名とされるように、シヴァから派生した神格である。
密教の胎蔵曼荼羅では、外金剛院の上首に位する。
『壒嚢抄12』に「ある説には、第六の魔王（第六天は他化自在天といい、そこに天魔である波旬がいるとされる）とは伊舎那天の事なり、即ち伊佐那岐尊、これなり」とあり、北畠親房の『神皇正統記』によると「ある説にイザナギ・イザナミは梵語なり、伊舎那天伊舎那后なりともいう」とある。
なお、伊舎那后（いざなごう、Skt：ईशान Īśānī）は、伊舎那天の后妃である。『秘蔵記下』に「伊舎那天后。肉白色。持鉾。」、『胎蔵界曼陀羅鈔6』に委釈される。

## 形象
一面三目二臂の忿怒相、持物は右手に三叉戟、左手に杯で、牛に乗る姿につくられる。